# Патровка
Патровка (рос. Патровка) — село в Алексєєвському районі Самарської області Російської Федерації.
Населення становить 616 осіб. Входить до складу муніципального утворення сільське поселення Гавриловка.

## Історія
Від 2005 року входило до складу муніципального утворення сільське поселення Гавриловка.

## Населення
| 1986 | 2002 | 2010 | 2014 | 2015 |
| ---- | ---- | ---- | ---- | ---- |
| 726  | ↘677 | ↘592 | ↗602 | ↗616 |